# Helmuth Wilberg
Helmuth Wilberg (ur. 1 czerwca 1880 w Berlinie zm. 20 listopada 1941 w okolicy Drezna) – niemiecki wojskowy pochodzenia żydowskiego, generał Luftwaffe.

## Życiorys
Wilberg zaciągnął się do 80. Regimentu Fusilier „von Gersdorff” (Kurhessisches) w dniu 18 kwietnia 1899 roku. Następnie został awansowany do stopnia porucznika w dniu 27 stycznia 1900 r.
Od 1906 r. pracował jako instruktor w szkołach kadetów w Naumburgu i Groß-Lichterfelde. 18 października 1909 r. został awansowany do stopnia Oberleutnanta (starszy porucznik).
W 1913 r. został powołany do Luftstreitkräfte i był jednym z pierwszych niemieckich pilotów wojskowych. W momencie wybuchu wojny, był już kapitanem i dowódcą Feldflieger-Abteilung 11 (batalionu lotnictwa polowego). Później służył jako Kommandeur der Flieger (dowódca lotnictwa) Czwartej Armii.
Po wojnie został przeniesiony do Reichswehry. Służył tam do 1927 r., kiedy przeniósł się do Ministerstwa Obrony; służył również w sztabie generalnym (Truppenamt), a na końcu jako szef Luftschutzreferatów.
Później dołączył do 18 Pułku Piechoty jako dowódca batalionu, z rangą Oberstleutnanta (podpułkownika). W latach 1929–1932 dowodził „rejonem Breslau”
W kolejnych latach potajemnie działał na rzecz odbudowy niemieckiego lotnictwa. W 1934 r. dołączył do Luftwaffe. Początkowo Wilberg był szefem wydziału w Ministerstwie Lotnictwa. W 1935 r. pracował w szkole lotniczej w Werder an der Havel, a później w Wyższej Szkole Sił Powietrznych w Berlinie.
W 1937 roku stworzył „Sztab Specjalny W”, odpowiedzialny za zbieranie i analizowanie doświadczeń taktycznych zdobytych przez Legion Kondor podczas hiszpańskiej wojny domowej został awansowany do stopnia generała lotnictwa (General der Flieger).
W czasie kampanii wrześniowej w 1939 r. Wilberg został reaktywowany i wykorzystany jako dowódca szkolenia lotniczego.
20 listopada 1941 r. zginął w katastrofie lotniczej pod Dreznem, w drodze na pogrzeb zmarłego trzy dni wcześniej Ernsta Udeta.

## Odznaczenia
Odznaczenia gen. Wilberga to między innymi
- Order Królewski Korony IV klasy (Prusy)
- Kawaler Orderu Hohenzollernów z mieczami na wstędze wojennej (Prusy)
- Krzyż Żelazny (1914) I i II klasy (Prusy)
- Odznaka za Służbę Wojskową (Prusy)
- Kawaler Orderu Zasługi Wojskowej z mieczami (Bawaria)
- Krzyż Zasługi Wojskowej II klasy (Meklemburgia-Schwerin)
- Krzyż Zasługi za Odznaczenie się Podczas Wojny II klasy (Meklemburgia-Strelitz)
- Krzyż Zasługi Wojskowej III klasy z dekoracją wojenną (Austro-Węgry)
- Order Półksiężyca (Imperium Osmańskie)
- Order Waleczności IV klasy (Bułgaria)